# بیسینکنینیک اسید
بیسینکنینیک اسید (به انگلیسی: Bicinchoninic acid) یک ترکیب شیمیایی با شناسه پاب‌کم ۷۱۰۶۸ است. شکل ظاهری این ترکیب، پودر کرم رنگ با بوی ویژه است.